# Ponteyraud
Ponteyraud ist eine Ortschaft und eine ehemalige französische Gemeinde mit 41 Einwohnern (Stand: 1. Januar 2022) im Département Dordogne in der Region Nouvelle-Aquitaine. Sie gehörte zum Arrondissement Périgueux und zum Kanton Ribérac. Sie umfasste neben der Hauptsiedlung auch die Weiler L’Allée, La Blérétie, Le Brugailler, Chez Cady, Les Chevrons, Le Claud des Bœufs, La Côte, Les Fontaines Froides, Le Maine, Au Moulin, Le Pont du Bâtard, Le Puyzillou, Les Renardières und Le Roc de Bonnet.
Mit Wirkung vom 1. Januar 2017 wurden die früheren Gemeinden Ponteyraud und La Jemaye zu einer Commune nouvelle namens La Jemaye-Ponteyraud zusammengelegt. Die ehemaligen Gemeinden verfügen in der neuen Gemeinde über den Status einer Commune déléguée. Der Verwaltungssitz befindet sich im Ort La Jemaye.

## Lage
Nachbarorte sind Festalemps im Nordwesten, Vanxains im Nordosten, La Jemaye im Südosten und Saint-Vincent-Jalmoutiers im Westen.

## Bevölkerungsentwicklung
| Jahr      | 1962 | 1968 | 1975 | 1982 | 1990 | 1999 | 2008 | 2015 |
| --------- | ---- | ---- | ---- | ---- | ---- | ---- | ---- | ---- |
| Einwohner | 80   | 83   | 56   | 43   | 48   | 31   | 52   | 44   |

## Sehenswürdigkeiten
- Château de la Blérétie
- Kirche Saint-Denis, seit 1926 als Monument historique ausgewiesen

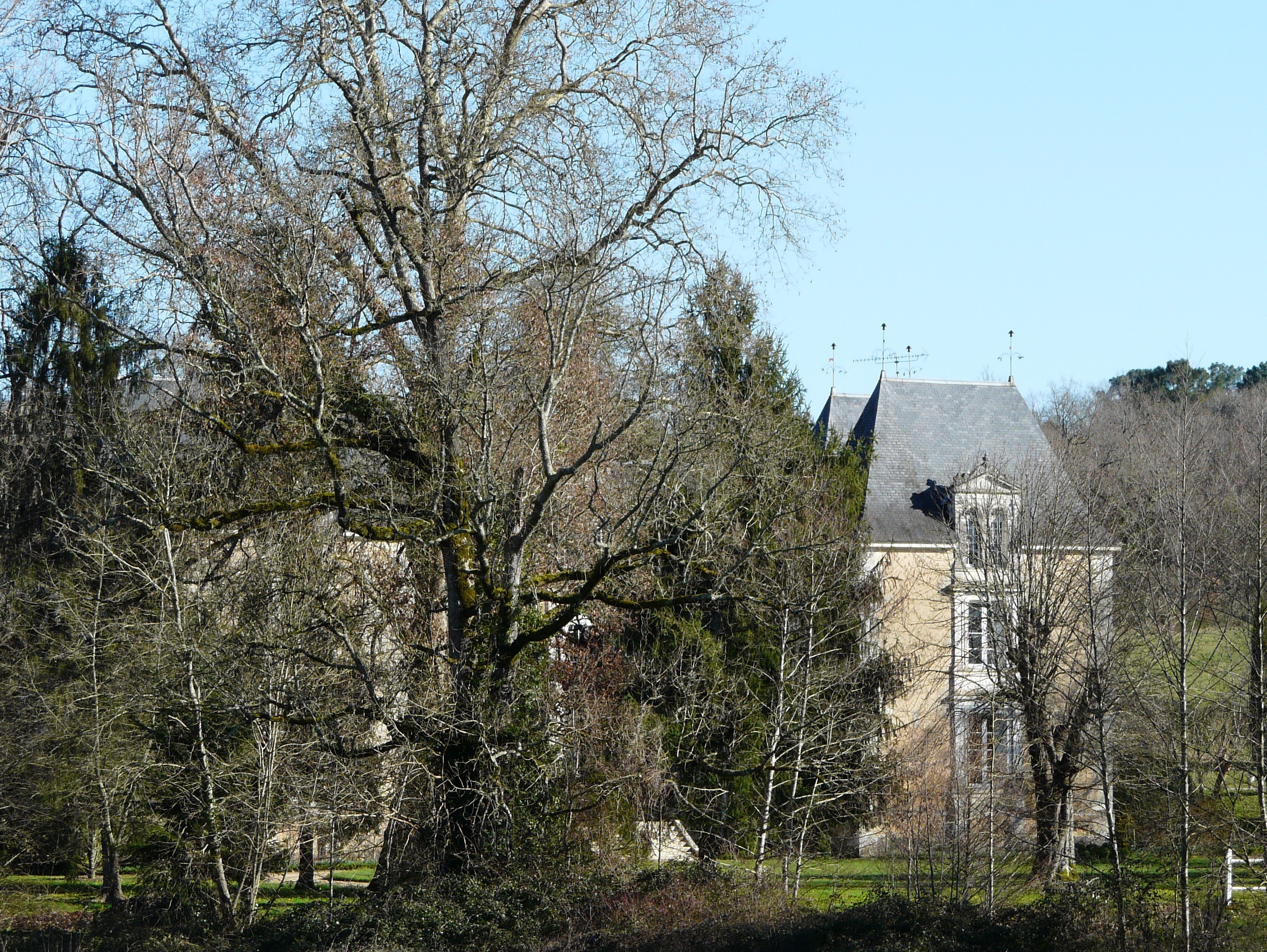
Château de la Blérétie
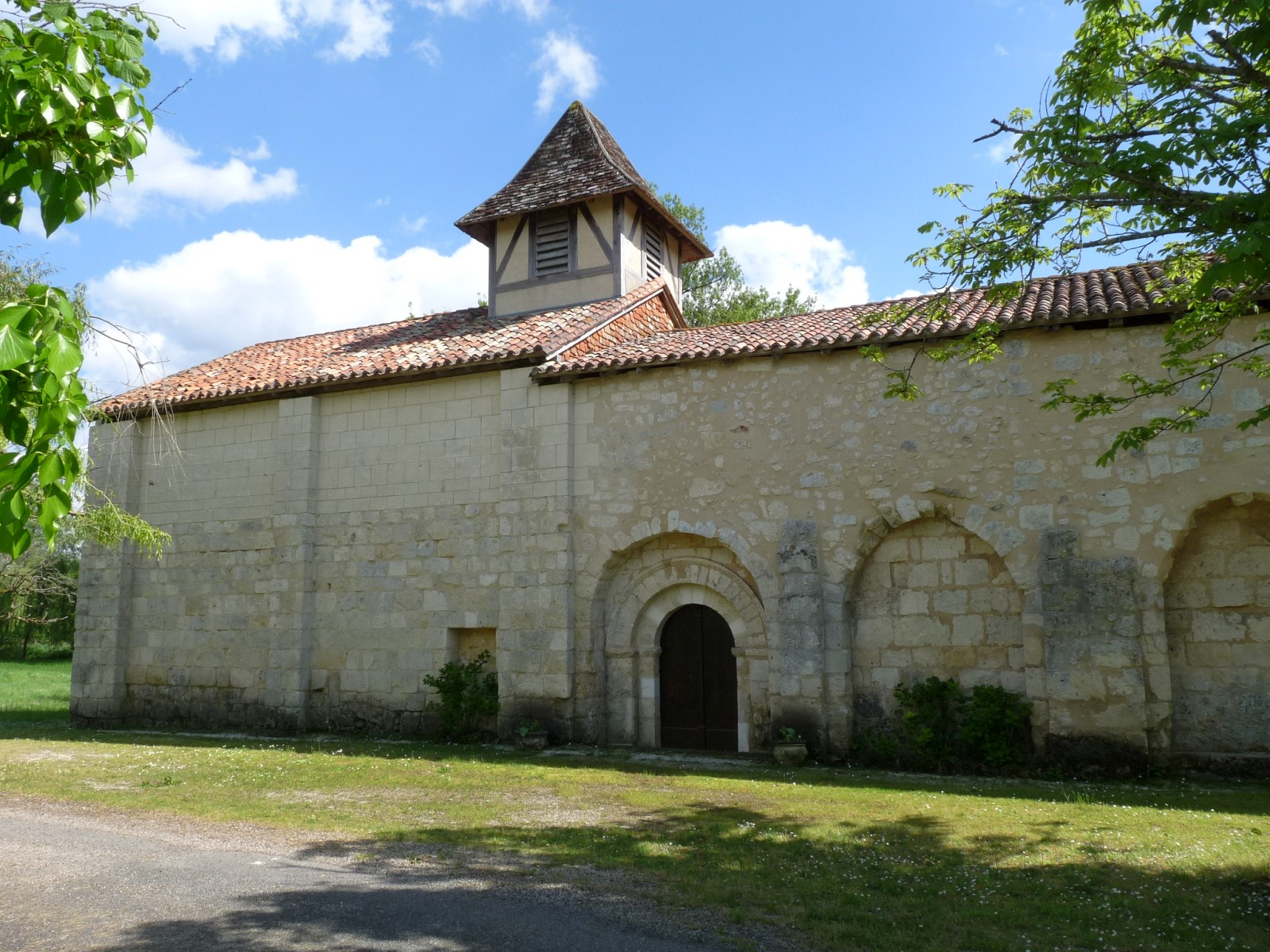
Kirche Saint-Denis